# Rupt-sur-Moselle
Rupt-sur-Moselle település Franciaországban, Vosges megyében. Lakosainak száma 3458 fő (2022. január 1.). Rupt-sur-Moselle Vecoux, Saulxures-sur-Moselotte, Corravillers, La Montagne, La Rosière, Dommartin-lès-Remiremont, Ferdrupt, Girmont-Val-d’Ajol és Thiéfosse községekkel határos.

## Népesség
A település népessége az elmúlt években az alábbi módon változott:
| Lakosok száma | 3454 | 3456 | 3558 | 3525 | 3528 | 3529 | 3536 | 3497 | 3458 |
|               | 2013 | 2015 | 2016 | 2017 | 2018 | 2019 | 2020 | 2021 | 2022 |